# Phyllospongiinae
Phyllospongiinae is een onderfamilie van sponsdieren uit de klasse van de Demospongiae (gewone sponzen). 

## Geslachten
- Candidaspongia Bergquist, Sorokin & Karuso, 1999
- Carteriospongia Hyatt, 1877
- Lendenfeldia Bergquist, 1980
- Phyllospongia Ehlers, 1870
- Strepsichordaia Bergquist, Ayling & Wilkinson, 1988